# Brain Dead 13
Brain Dead 13 è un videogioco appartenente al genere film interattivo, sviluppato da ReadySoft e pubblicato per i sistemi PC MS-DOS nel 1995 per essere poi convertito nel 1996 altri sistemi. A differenza di Dragon's Lair e Space Ace, che in origine erano giochi su laserdisc, esso fu pubblicato soltanto come videogioco per PC e console.

## Trama
Lance Galahad, un esperto di computer, viene contattato per riparare un enorme computer all'interno di un castello. Scopre però che il cliente, nonché abitante del castello, il dott. Nero Neurosis, vuole usare questo dispositivo per conquistare il mondo; Lance, messo in difficoltà da Fritz, un imp servitore di Neurosis, cerca di sconfiggere quest'ultimo e fuggire dal castello.